# Castilleja schaffneri
Castilleja schaffneri là loài thực vật có hoa thuộc họ Cỏ chổi. Loài này được Hemsl. mô tả khoa học đầu tiên năm 1882.